# Тофалви, Ева
Е́ва То́фалви (венг. Éva Tófalvi; род. 4 декабря 1978, Меркуря-Чук) — румынская биатлонистка, единственная женщина, принимавшая участие в соревнованиях по биатлону на 6 зимних Олимпийских играх (1998, 2002, 2006, 2010, 2014, 2018). Многократная чемпионка Румынии, победительница одного этапа Кубка мира, призёр этапов Кубка IBU, призёр чемпионата мира среди военнослужащих 2005 года.
Завершила карьеру в сезоне 2017/2018 годов, в возрасте 39 лет.
После окончания Олимпиады Ева Тофалви объявила об окончательном уходе из большого спорта.

## Общая информация
Племянница Евы — Оршоя — также профессионально занимается биатлоном.
На Олимпиаде-2002, Олимпиаде-2010 и Олимпиаде-2014 Ева была знаменосцем своей страны на открытии Игр.
Долгое время была одной из самых возрастных биатлонисток, выступающих на высоком международном уровне.

## Спортивная карьера
Ева Тофалви на протяжении очень долгого времени являлась лидером женской сборной Румынии по биатлону, будучи сильнейшей представительницей этой страны. Участница шести Олимпиад. На юниорских чемпионатах мира она показывала хорошие результаты, на этапах кубка мира её достижения, до 2008 года, были не слишком впечатляющими.
В Кубке мира дебютировала 9 января 1997 года — в индивидуальной гонке (проходившей в рамках 5-го этапа Кубка мира 1996—1997) в немецком Рупольдинге, показав 75-й результат (и 2-й среди румынских спортсменок). В тридцатку сильнейших впервые попала 11 декабря 1997 года — в индивидуальной гонке в рамках 2-го этапа Кубка мира 1997/98, что проходила в шведском Эстерсунде, заняв в ней 29-е место. Уже на своих первых Олимпийских играх в 1998 году она стала 11-й в индивидуальной гонке. А год спустя на своем дебютном чемпионате мира, в этой же дисциплине, стала 12-й.
На подиум в личной гонке впервые попала 18 декабря 2008 года — в индивидуальной гонке в рамках 3-го этапа Кубка мира 2008—2009, проходившего в австрийском Хохфильцене, заняв в ней 2-е место, которое после положительной допинг-пробы финишировавшей впереди Альбины Ахатовой превратилось в первую победу. Это является наивысшим достижением за всю биатлонную историю Румынии. Этот же сезон стал самым успешным в карьере биатлонистки, она завершила его на 11 позиции, принимая участие в каждой гонке, получая за каждую кубковые очки. Была близка к завоеванию Малого Хрустального Глобуса в индивидуальных гонках, но в итоге он достался Магдалене Нойнер. Более того, в апреле она приняла участие в гонках мемориала Виталия Фатьянова на Камчатке, где одержала убедительную победу в гонке преследования, выиграв главный приз — автомобиль Lexus. Румынка призналась что тренировалась в основном отдельно, и сделала упор на стрельбу.
Тренеры возлагали на Тофалви большие надежды на Олимпийских играх в Ванкувере. Однако в новом сезоне её ждал спад, который был вызван инфекцией в бедре. Тем не менее она показала хорошие результаты: в спринте и преследовании она заняла 14 и 19 места соответственно, в индивидуальной гонке стала 11-й, а в масс-старте 24-й. В олимпийской эстафете сборная Румынии заняла 10 место (лучший результат Румынии на этих играх).
Участвовала в прощальной гонке Магдалены Нойнер, в которой стала 3-й, вслед за Доротеей Вирер и самой Магдаленой. После эстафетной гонки на чемпионате мира 2013, в которой Румыния была дисквалифицирована за прохождение Луминицей Пишкоран трех метров за пределами гоночной трассы, подвергла жесткой критике деятельность IBU и обвинила их в политике двойных стандартов. Поскольку чемпионат мира являлся помимо всего прочего и квалификационным турниром на Зимние Олимпийские игры 2014, Румыния не смогла выставить эстафетную команду в Сочи.
В апреле 2016 года стало известно о применении мельдония Евой. Спортсменка отказалась от вскрытия пробы «B», что означает согласие с пробой «А». Позже она была оправдана и вернулась в большой спорт.
В марте 2017 года Тофалви объявила о завершении своей 20-летней спортивной карьеры. Но уже в декабре выступила в спринтерской гонке первого этапа Кубка мира в Эстерсунде, а в феврале 2018 года приняла участие в своих шестых Олимпийских играх. Тофалви стала первой биатлонисткой в истории, которая выступила на шести Олимпийский играх. Среди мужчин этого ранее добивались Альфред Эдер (1976—1994), Илмарс Брицис (1992—2010) и Уле-Эйнар Бьёрндален (1994—2014).

## Сводная статистика

### Сезоны Кубка мира
| Сезон     | ОЗ   | ИГЗ  | СЗ   | ГПЗ  | МСЗ  |
| --------- | ---- | ---- | ---- | ---- | ---- |
| 1998/99   | 48-я |      |      |      |      |
| 1999/2000 | 40-я |      |      |      |      |
| 2000/01   | 34-я | 21-я | 53-я | 33-я | 27-я |
| 2001/02   | 59-я |      | 51-я | 54-я |      |
| 2002/03   | 50-я | 29-я |      | 48-я |      |
| 2003/04   | 49-я |      | 51-я | 42-я |      |
| 2004/05   | 38-я | 30-я | 35-я | 41-я | 39-я |
| 2005/06   | 57-я | 40-я | 64-я | 49-я |      |
| 2006/07   | 52-я |      | 43-я | 39-я |      |
| 2007/08   | 39-я | 47-я | 45-я | 21-я |      |
| 2008/09   | 11-я | 2-я  | 9-я  | 14-я | 18-я |
| 2009/10   | 33-я | 29-я | 33-я | 29-я | 39-я |
| 2010/11   | 35-я | 27-я | 35-я | 34-я | 39-я |
| 2011/12   | 39-я | 32-я | 44-я | 32-я | 45-я |
| 2012/13   | 43-я | 40-я | 39-я | 45-я |      |

### Лучшие гонки в кубке мира
| Дисциплина           | Место проведения | Сезон   | Результат |
| -------------------- | ---------------- | ------- | --------- |
| Индивидуальная гонка | Хохфильцен       | 2008/09 | 1-я       |
| Спринт               | Ванкувер         | 2008/09 | 7-я       |
| Гонка преследования  | Эстерсунд        | 2008/09 | 6-я       |
| Масс-старт           | Поклюка          | 2000/01 | 10-я      |

### Эстафетные гонки за сборную
| Сезон   | Соревнование   | Дисциплина         | Место проведения     | Этап | Стрельба | Результат |
| ------- | -------------- | ------------------ | -------------------- | ---- | -------- | --------- |
| 2002/03 | Кубок мира     | Смешанная эстафета | Рупольдинг           | 2-й  | 2+0      | 5-я       |
| 2004/05 | Кубок мира     | Эстафета           | Бейтостолен          | 2-й  | 2+0      | 17-я      |
| 2004/05 | Кубок мира     | Эстафета           | Оберхоф              | 4-й  | 1+0      | 13-я      |
| 2004/05 | Кубок мира     | Эстафета           | Рупольдинг           | 4-й  | 1+0      | 14-я      |
| 2004/05 | Кубок мира     | Эстафета           | Чезана-Сан-Сикарио   | 2-й  | 3+0      | 7-я       |
| 2004/05 | Чемпионат мира | Эстафета           | Хохфильцен           | 2-й  | 1+0      | 14-я      |
| 2005/06 | Кубок мира     | Эстафета           | Эстерсунд            | 2-й  | 1+0      | 17-я      |
| 2005/06 | Кубок мира     | Эстафета           | Хохфильцен           | 2-й  | 4+2      | 17-я      |
| 2005/06 | Олимпиада      | Эстафета           | Чезана-Сан-Сикарио   | 2-й  | 3+0      | 14-я      |
| 2006/07 | Кубок мира     | Эстафета           | Хохфильцен           | 4-й  | 2+0      | 15-я      |
| 2006/07 | Кубок мира     | Эстафета           | Хохфильцен           | 2-й  | 2+0      | 14-я      |
| 2006/07 | Кубок мира     | Эстафета           | Оберхоф              | 2-й  | 5+2      | 13-я      |
| 2006/07 | Кубок мира     | Эстафета           | Рупольдинг           | 2-й  | 1+0      | 15-я      |
| 2006/07 | Чемпионат мира | Эстафета           | Разун-Антерсельва    | 2-й  | 2+0      | 11-я      |
| 2007/08 | Кубок мира     | Эстафета           | Хохфильцен           | 2-й  | 5+1      | 14-я      |
| 2007/08 | Кубок мира     | Эстафета           | Оберхоф              | 2-й  | 2+0      | 9-я       |
| 2007/08 | Кубок мира     | Эстафета           | Рупольдинг           | 2-й  | 3+0      | 6-я       |
| 2007/08 | Чемпионат мира | Эстафета           | Эстерсунд            | 2-й  | 2+0      | 11-я      |
| 2008/09 | Кубок мира     | Эстафета           | Хохфильцен           | 2-й  | 1+0      | 14-я      |
| 2008/09 | Кубок мира     | Эстафета           | Хохфильцен           | 2-й  | 0+0      | 8-я       |
| 2008/09 | Кубок мира     | Эстафета           | Рупольдинг           | 2-й  | 1+0      | 9-я       |
| 2008/09 | Чемпионат мира | Эстафета           | Пхёнчхан             | 2-й  | 6+1      | 8-я       |
| 2008/09 | Кубок мира     | Эстафета           | Ванкувер             | 2-й  | 4+0      | 12-я      |
| 2009/10 | Кубок мира     | Эстафета           | Хохфильцен           | 4-й  | 0+0      | 17-я      |
| 2009/10 | Кубок мира     | Эстафета           | Рупольдинг           | 3-й  | 2+0      | 11-я      |
| 2009/10 | Олимпиада      | Эстафета           | Ванкувер             | 2-й  | 2+0      | 10-я      |
| 2010/11 | Чемпионат мира | Смешанная эстафета | Ханты-Мансийск       | 1-й  | 0+0      | НФ        |
| 2011/12 | Кубок мира     | Эстафета           | Оберхоф              | 2-й  | 1+0      | НФ        |
| 2011/12 | Кубок мира     | Эстафета           | Разун-Антерсельва    | 4-й  | 1+0      | НФ        |
| 2011/12 | Чемпионат мира | Эстафета           | Рупольдинг           | 1-й  | 5+1      | НФ        |
| 2011/12 | Чемпионат мира | Смешанная эстафета | Рупольдинг           | 1-й  | 1+0      | 19-я      |
| 2012/13 | Кубок мира     | Эстафета           | Хохфильцен           | 2-й  | 2+0      | НФ        |
| 2012/13 | Кубок мира     | Эстафета           | Оберхоф              | 1-й  | 2+0      | НФ        |
| 2012/13 | Кубок мира     | Эстафета           | Рупольдинг           | 3-й  | 1+0      | НФ        |
| 2012/13 | Кубок мира     | Эстафета           | Разун-Антерсельва    | 2-й  | 1+0      | 13-я      |
| 2012/13 | Кубок мира     | Эстафета           | Сочи                 | 2-й  | 2+0      | НФ        |
| 2012/13 | Чемпионат мира | Эстафета           | Нове-Место-на-Мораве | 2-й  | 2+0      | ДК        |

### Выступления на чемпионатах мира и Олимпиадах
| Зимние олимпийские игры | спринт | преследование | индивидуальная | масс-старт | эстафеты |
| 1998 Нагано             | 31     |               | 11             |            |          |
| 2002 Солт-Лейк-Сити     | 61     |               | 52             |            | 14       |
| ----------------------- | ------ | ------------- | -------------- | ---------- | -------- |
| 2006 Турин              | 70     |               | 19             |            |          |
| 2010 Ванкувер           | 14     | 19            | 11             | 24         | 10       |
| 2014 Сочи               | 22     | 26            | 21             | 20         |          |
| 2018 Пхёнчхан           | 81     |               | 84             |            |          |

| Сезон | ИГ   | СГ   | ГП   | МС   | КЭ   | СЭ   |
| ----- | ---- | ---- | ---- | ---- | ---- | ---- |
| 1998  | 11-я | 31-я |      |      |      |      |
| 1999  | 12-я |      |      |      |      |      |
| 2000  | 37-я | 39-я | 18-я |      |      |      |
| 2001  | 6-я  | 35-я | 26-я | 10-я |      |      |
| 2002  | 52-я | 61-я |      |      |      |      |
| 2003  | 28-я | 60-я | 43-я |      |      |      |
| 2004  | 63-я | 37-я | 23-я |      |      |      |
| 2005  | 62-я | 30-я | 16-я |      | 14-я |      |
| 2006  | 19-я | 70-я |      |      | 14-я |      |
| 2007  | 74-я | 32-я | 39-я |      | 11-я |      |
| 2008  | 43-я | 39-я | 18-я |      | 11-я |      |
| 2009  | 7-я  | 20-я | 21-я | 14-я | 8-я  |      |
| 2010  | 11-я | 14-я | 19-я | 24-я | 10-я |      |
| 2011  | 31-я | 15-я | 28-я | 20-я |      | 23-я |
| 2012  | 69-я | 83-я |      |      | 20-я | 19-я |
| 2013  | 43-я | 31-я | 34-я |      | ДК   |      |